# Digital Novel Markup Language
Digital Novel Markup Language（ディジタルノベルマークアップランゲージ、DNML）は、花梨が開発した、ビジュアルノベル形式のゲームを作成可能な自由ソフトウェアおよびその記述方式である。

## 概要
DNMLは、HTMLとよく似た構文を採用しており、直感的でわかりやすいプログラミング体系を採っていること（背景を表示する→人物を登場させる→セリフを表示する→人物を退場させる、といった具合に、表現上の流れをそのまま記述する）から、初心者でも比較的容易にゲームの作成が可能である。また、文章の表示領域を自由に定義できるため、ビジュアルノベルに限らず、メッセージウィンドウを用いたアドベンチャーゲームも作成可能となっている。
DNMLは、Susieプラグインを用いることであらゆる画像形式に対応できたことと、ユーザがインストールしている原作ゲーム素材にアクセスするための独特の仕組みを用意していたことから、美少女ゲームの二次創作ツールとして利用された。
DNMLで記述されたファイルはDNMLブックと呼ばれ、最盛期にはDNMLブックを多数収録したデジタルノベルアンソロジーなども同人誌即売会などで頒布・配布され、累計6000枚に及んだものもある。
公式の関連書籍は存在しないが、雑誌でノベルゲーム作成ツールとして紹介、同梱CD-ROMに収録されるなどし、オリジナル作品の制作にも用いられた。
なお、2000年に発表されたVer2.24以降、作者より開発に割ける時間が減ってきたことを理由に開発終了宣言が出され、以降のバージョンアップはない。
DNMLは元来ノベルゲームを制作するためのツールであったが、フラグ管理システムを駆使したコマンド選択型格闘ゲームなども制作された。

## 二次創作における利用
同時期にビジュアルノベル作成ツールとして登場した吉里吉里やNScripterとの違いとして、1998年の公開当初から二次創作での利用に特化していたことが挙げられる。特に作品数が多いのは、LeafおよびKeyのゲームの二次創作である。この2つのメーカはコミックマーケットでも専用のジャンルコードが与えられるほどの人気ジャンルであり、その流行に合わせ多数のDNMLブックが作られた。
二次創作DNMLブックを公開・配布する際は、当然ながら一般的な二次創作物と同様にメーカの二次創作ガイドラインに従う必要がある。MADムービーのように原作素材を複製して配布するわけではないため、適切に制作されていればガイドラインに抵触することはあまりないが、過去にはDNMLに対するスタンスが不透明なメーカのDNMLブックの配布が見送られたこともある（その後、メーカとの調整の末、配布再開された）。

## オリジナル作品における利用
DNMLは二次創作での利用が主であるが、オリジナル作品の作成にも使用されている。NScripterにおける『月姫』や、吉里吉里における『Fate/stay night』ほどのビッグタイトルは知られていないものの、『ひとかた』のようにDNMLで作られて人気を博し、後に別のプラットフォームで商品化された作品もある。

## 互換エンジン
花梨が開発したDNML（以下、本家DNML）の他にも、DNMLブックを閲覧可能なソフトウェア（DNMLブラウザとも呼ばれる）が、いくつか存在している。中でも『DNML (緑)』は、本家DNMLとの互換性が高く、バックログや文章自動送り等の機能も備えている。
現在では『DNML (緑)』以外の互換エンジンの多くは開発・公開が終了している（2019年6月現在）が、DNML最盛期には、Java仮想マシン上で動く『DNML4J』、Macintosh上で動く『DNML for Macintosh』、Linux上で動く『KDVXA』等、プラットフォームを問わず多数の互換エンジンが存在した。
また互換エンジンではないものの、DNMLの後継エンジンとして開発が進められていたものもある。例としては、XMLベースの構文を持つ『XNML/VNML』、DNMLの構文を見直した上でより多機能にした『XDNML』、プラットフォームを吉里吉里に移した『DVML』等があり、一部試作品も公開されていたが、現在ではほとんどが開発凍結している（2019年6月現在）。